# U 512 (Kriegsmarine)
De U 512 was een U-boot van de IX C-klasse van de Duitse Kriegsmarine tijdens de Tweede Wereldoorlog. Hij werd tot zijn ondergang gecommandeerd door Kapitänleutnant Wolfgang Schultze.

## Geschiedenis
De U 512 begon zijn training bij de 4. Unterseebootsflottille op 20 december 1941 en werd gecommandeerd door Kptlt. Wolfgang Schultze. Na het voltooien van zijn training werd hij op 1 september 1942 overgeplaatst naar de 10. Unterseebootsflottille.
De U 512 heeft één patrouille uitgevoerd van 1 september 1942 tot zijn ondergang op 2 oktober 1942, waarin hij drie schepen met in totaal 20.619 brutotonnage tot zinken bracht. Op 2 oktober werd hij ten noorden van Cayenne, op positie 06° 50′ 0″ NB, 52° 25′ 0″ WL, ten zinken gebracht door dieptebommen van een Amerikaanse B-18A vliegtuig. Van de 52 bemanningsleden overleefde één de aanval. Die dreef tien dagen op een reddingsvlot in zee voor hij werd opgepikt door de Amerikaanse destroyer USS Ellis (DD-154).